# Аль-Багуз Фавкани
Аль-Багуз Фавкани (араб. الباغوز فوقاني‎, курд. Baxoz) — город в Сирии на реке Евфрат, расположенный в районе Абу-Камаль мухафазы Дайр-эз-Заур. По данным Центрального бюро статистики Сирии, численность населения в 2004 году составляла 10 649 человек.

## Гражданская война в Сирии
В ходе гражданской войны в Сирии район Багуз (включая близлежащий город Багуз ат-Тахтани) перешёл под контроль Исламского государства Ирака и Леванта. Район первоначально управлялся провинцией Евфрат ИГ, но позднее был переведён в провинцию Барака.
23 января 2019 года Сирийские демократические силы захватили город у ИГ, оставив боевиков ИГ полностью осаждёнными в городе Аль-Марашида на севере. Однако на следующий день ИГ начало серию нападений-смертников, чтобы сорвать осаду, что позволило им отбить часть города (в основном западные части города), при этом окраины города стали мишенью для воздушных налётов Международной коалиции. 7 февраля 2019 года СДС захватили Аль-Марашиду и другие близлежащие районы у ИГ, полностью осадив боевиков ИГ в городе Аль-Багуз Фавкани, последнем поселении, находившемся под его контролем в Сирии.

### Битва при Багуз Фавкани
9 февраля 2019 года Сирийские демократические силы при поддержке Международной коалиции начали окончательную атаку, чтобы захватить Аль-Багуз Фавкани и уничтожить последний участок физической территории, удерживаемой Исламским государством, открыв атаку массовой бомбардировкой района Хувайджат Ханафира, а жестокие столкновения продолжались всю ночь и в утренние часы.
Захват города возобновился 1 марта, когда оставшиеся боевики ИГ и их семьи были осаждены и разбили лагерь в палаточном городке вдоль реки. 19 марта представитель Сирийских демократических сил Мустафа Бали объявил, что СДС контролируют весь Аль-Багуз Фавкани, за исключением нескольких карманов вдоль берегов реки Евфрат, где продолжаются периодические столкновения с сопротивляющимися джихадистами.
В субботу, 23 марта 2019 года, силы СДС, поддерживаемые США, освободили весь Аль-Багуз Фавкани, положив конец территориальному правлению ИГ в Сирии и лишив группировку её последней «столицы».